# Benicia-Martinez Bridge
Benicia-Martinez Bridge désigne trois ponts parallèles qui franchissent le détroit de Carquinez, immédiatement à l'ouest de la baie de Suisun, au nord-est de la baie de San Francisco, aux États-Unis. Il relie les villes de Martinez et de Benicia.

## Histoire
Le pont en treillis ouvert au trafic routier en 1962, long de 1 900 m, remplaça le dernier transport automobile par ferry dans la région de la baie de San Francisco. Ce pont comporte sept travées de 161 m pour une hauteur libre de 42 m. Il comportait à l'origine trois voies de circulation dans chaque sens. Un second pont routier parallèle au premier fut ouvert au trafic le 25 août 2007. Les deux ponts permettent à l'autoroute Interstate 680 de franchir le Carquinez Strait. Le nouveau pont comporte cinq voies de circulation, tandis que l'ancien pont doit être réaménagé pour résister aux séismes et compte quatre voies de circulation, ainsi que des voies pour les piétons et les cyclistes ouvertes au trafic le 29 août 2009 . Les accès doivent être réaménagés de manière que chaque pont assure quatre voies de circulation autoroutière dans un seul sens : l'ancien pont vers le sud et le nouveau pont vers le nord (ce dernier comportant une cinquième voie pour les véhicules lents). Par la suite, il est prévu d'aménager une ligne de métro léger (light train) sur le nouveau pont.
Entre les deux ponts routiers se trouve un pont ferroviaire exploité par la compagnie Union Pacific Railroad, qui en est propriétaire. Le pont ferroviaire a été construit entre avril 1929 et octobre 1930 par la Southern Pacific Railroad. Ce pont est emprunté par les trains de marchandises de l'Union Pacific et de la BNSF, et quotidiennement par 36 trains de voyageurs de la compagnie Amtrak, trains circulant sur de longues distances mais également trains de banlieue.